# Grupo Imagen
Grupo Imagen è un gruppo radiofonico e televisivo privato messicano con sede a Città del Messico.
Fondato nel 1962 come Grupo Imagen Comunicación en Radio, come gestore delle stazioni radio XEDA-AM e XEDA-FM a Città del Messico, è stato acquisito dal Grupo Empresarial Ángeles nel 2003 per 50 milioni di dollari. Ha prodotto diverse telenovelas in collaborazione con Argos Comunicación, Telemundo Internacional e Televen e molte di esse sono state trasmesse in Europa e in Asia.

## Canali televisivi

### Reti terrestri (Attuale)

#### Imagen Televisión
Rete televisiva generalista che trasmette telenovelas autoprodotte, serie turca, film, notiziari e talk shows, È la terza rete televisiva più importante del Messico in termini di rating

#### Excélsior TV
Rete televisiva disponibile solo a Città del Messico. Trasmette notiziari e programmi d'attualità e d'approfondimento

### Reti terrestri (Antico)

#### Cadenatres
Rete televisiva disponibile solo a Città del Messico e altre importanti città del Messico, è stato attivo tra il 2007 e il 2014, ha cessato le operazioni a favore di Excélsior TV sul canale analogico 27, attualmente gestito da Heraldo Televisión.

#### Imagen Informativa
Rete televisiva di notizie disponibile tra il 2000 e il 2002 sul servizio televisivo satellitare Sky México. 

## Rete radiofonichi

### Imagen Radio (Città del Messico)
Emittente che trasmette notiziari, opinioni, programmi politici, sport e musica in inglese.

### Imagen Radio 97.3 FM (Città di Chihuahua)
Stazione di radiodiffusione nella città di Chihuahua, Chihuahua, nel nord del Messico.

### Radio Latina
Stazione radiofonica a Tijuana, Baja California, che trasmette musica romantica e pop. 

### La Kaliente (Hermosillo e Saltillo)
Stazioni radio (separatamente) che trasmettono a Hermosillo, Sonora (XHHLL-FM 90.7 FM) e Saltillo, Coahuila (XHDE-FM 105.1 FM).